# Pharangococcus iquitosensis
Pharangococcus iquitosensis är en insektsart som beskrevs av Hodgson och Matile-ferrero 2002. Pharangococcus iquitosensis ingår i släktet Pharangococcus och familjen skålsköldlöss.
Artens utbredningsområde är Peru. Inga underarter finns listade i Catalogue of Life.